# Electra (filla d'Oceà)

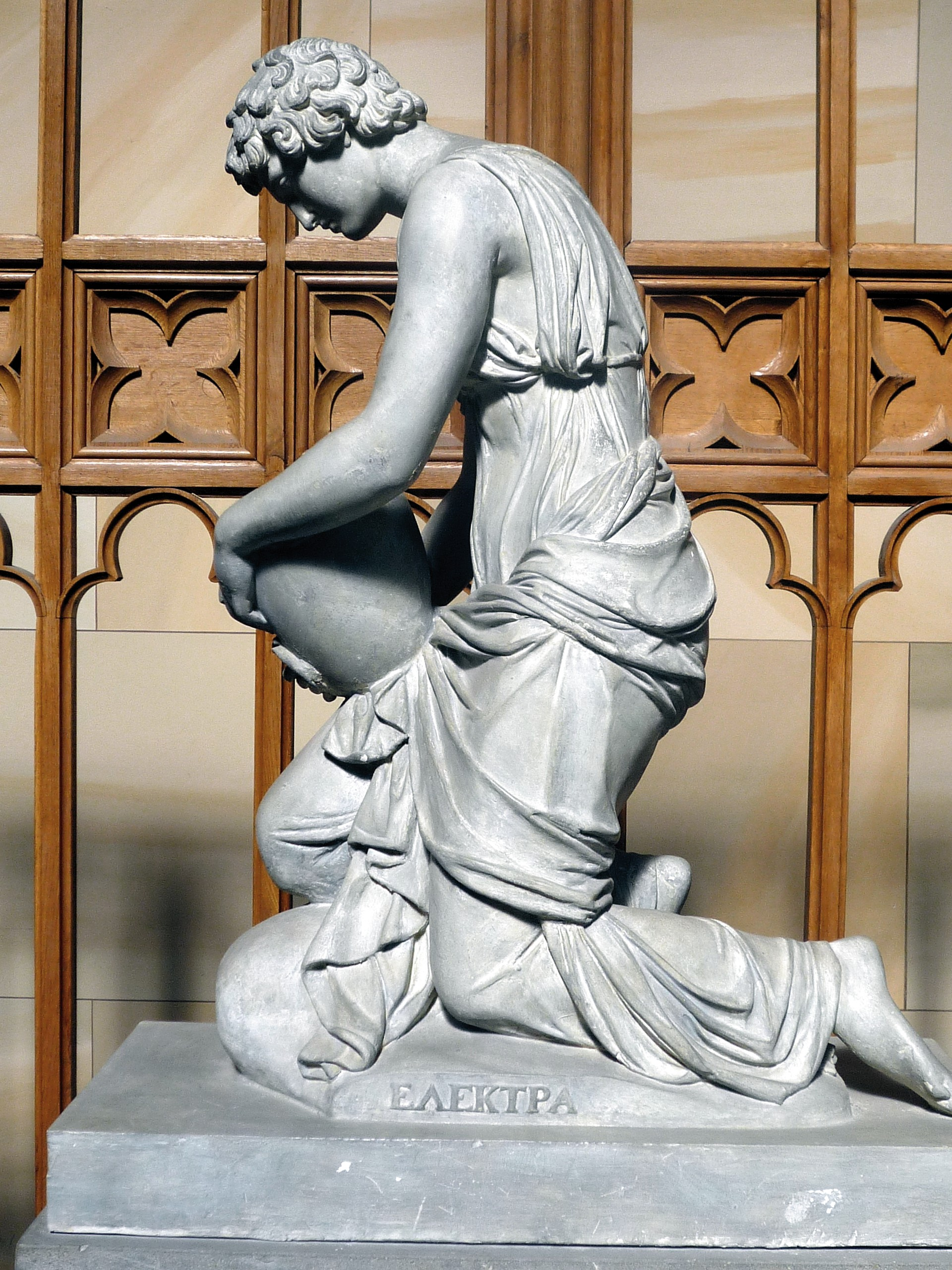
Tieck, Elektra, 1824

Segons la mitologia grega, Electra (en grec antic Ἠλέκτρα), també dita Ozomene (Ὀζομένη), va ser una oceànide, filla d'Oceà i de Tetis.
Casada amb Taumant, fill del Mar (Pontos) i de Gea (la Terra),  va tenir com a fills Iris, la missatgera dels déus i les dues Harpies, Ael·lo «la ràfega» i Ocípete «la del vol ràpid». Aquesta Electra figura entre les companyes de joc de Persèfone que eren amb ella quan Hades la va raptar.